# Guiães
Guiães ist eine Gemeinde (Freguesia) im portugiesischen Kreis Vila Real. In ihr leben 384 Einwohner (Stand 19. April 2021).